# Бриа
Бриа (фр. Bria; санго Bria) — город в Центральноафриканской Республике, административный центр префектуры Верхнее Котто. Население — 35 204 чел. (по данным 2003 года), 47 226 (2021, оценка).

## История
В 1930 году хлопковая компания «Comouna» открыла в районе Бриа хлопкоочистительный завод.
23 января 1961 года, после провозглашения независимости ЦАР, Бриа становится столицей префектуры Верхнее Котто.
В декабре 2012 года в начавшейся гражданской войне Бриа, как и другие города востока страны, поддержал мусульманских повстанцев из группировки Селека, которые спустя несколько месяцев захватили власть. После падения нового режима Мишеля Джотодия в столице страны в январе 2014 года, Бриа по прежнему оставался под контролем повстанцев, и был взят правительственными войсками только 10 февраля 2015 года.

## География
Город Бриа является одной из трёх суб-префектур префектуры Верхнее Котто. Стоит на реке Котто, притоке Убанги, неподалёку от места слияния Котто и Бонгу. В окрестностях города есть шахты по добыче золота и алмазов.
Население города по переписи 2003 года — 35.204 чел., по оценкам 2013 года — 44.185 чел.
Близ города находится одноимённый международный аэропорт.

## Климат
Бриа находится в области тропического климата с сухой зимой и дождливым летом (по классификации Кёппена).